# Эней Газский
Эней Газский — христианский философ; после него остались 25 писем и сочинение «Феофраст, или о бессмертии души и воскресении». Эней принадлежал сначала к школе неоплатоников, а потом принял христианство. Время его жизни относят к концу V—VI вв.

## «Феофраст»
Сочинение Энея «Феофраст» с богословской точки зрения имеет глубокий интерес, потому что в нём, вместе с основательным раскрытием христианских догматов бессмертия души человеческой и будущего воскресения, излагаются автором мнения по этим вопросам древних философов и основательно разбирается весьма распространенная в древнее время теория переселения душ.
Поводом к написанию сочинения было для Энея то, что теория переселения душ находила себе последователей среди христиан; её держался даже такой богослов, как Ориген, и только в VI веке пятый вселенский собор своим осуждением положил конец её следам в христианстве. В связи с догматом бессмертия души и воскресения тел автор излагает христианское учение о происхождении мира видимого и невидимого и промышлении Творца, с опровержением некоторых языческих и философских мнений по этим вопросам.
Произведение Энея имеет диалогическую форму, любимую у греческих философов и встречавшуюся нередко в святоотеческой литературе. Беседу ведут афинский мудрец Феофраст, именем которого автор назвал своё сочинение, сириянин Аксифей и александриец Египт. Речь носит характер простой, живой беседы, без строго определенного плана: Развитие мыслей идет свободно, сообразно направлению разговора; местами логическая связь как бы теряется, нередко встречаются повторения.
Для развития и ясного раскрытия своих положений Эней, наряду с диалектической аргументацией, пользуется сравнениями, аллегориями: из явлений природы и обыденной жизни человека он выводит посредством аналогии высшие отвлеченные истины религиозные и философские. Содержание «Феофраста» разнообразится множеством изречений древних философов, мифами и преданиями. Обширное применение мифов и преданий при изложении христианских истин и разборе теории переселения души свидетельствует о том, что Эней хорошо знал мифологию и древнюю философию и многое из них внес в своё сочинение, так как видел и в той, и в другой следы христианского учения. «Феофраст» может быть разделен на две части.
В первой половине, по преимуществу полемического характера, разбирается теория предсуществования и переселения душ, исключающая христианский догмат будущего воскресения тел. Во второй, положительной части сочинения излагается христианское учение о происхождении мира, душе человеческой, её бессмертии и будущем воскресении.
Разговор трех собеседников происходит на берегу Нила. Феофраст — мудрейший из афинян, как он величается в диалоге, — служит представителем Платоновой философии; представителем христианской философии является сириянин Аксифей. Диалог заканчивается тем, что неоплатоник Феофраст, убежденный доводами Аксифея, склоняется на сторону мнений христианского философа. «Сам Платон, — говорит Феофраст, — советует держаться известного учения до тех пор, пока не найдется лучшее; лучше же христианского богооткровенного учения ничего быть не может». Аксифей воссылает благодарность всесвятой Троице, даровавшей человеку разум, способный постигать Божественные истины. 
«Феофраст» издан Буассонадом (Париж, 1836).

## Наследие
Учитель Энея Гиерокл был язычником. Этот факт, а также классические традиции в содержании образования Газской школы на протяжении ещё всего VI столетия, объясняют вполне классический, античный характер сохранившихся писем Энея. Из 25 писем 9 имеются в русском переводе.

### Издания и переводы
- Aeneas of Gaza. Theofrastus / Ed. S. Gertz, J. Dillon, D. Russel. Bristol, 2012.
- Aeneas of Gaza. Epistole / Edited by L.M. Positano. Napoli: Libreria scientifica editrice, 1962.
- Aeneas of Gaza. Teofrasto / Edited by M. Minniti-Colonna. Napoli: Salvatore Iodice Editore, 1958.
- Epistolographi Graeci / Ed. R. Hercher. Paris, 1871.
- Эней Софист. Письма (2, 5, 6, 10, 13, 15, 21, 23, 24) // Памятники византийской литературы IV—IX веков. М., 1968. С. 157—160 (Пер. М. Е. Грабарь-Пассек)
- Письма Энея Газского / Перевод, примечания, вступительная статья: Болгов, Н. Н., Лопатина, М. Ю. // Научные ведомости Белгородского государственного университета. — 2017. — 15. — С. 39-46.